# Фиритеаз (Арад)
Фиритеаз (рум. Firiteaz) насеље је у Румунији у округу Арад у општини Шагу. Oпштина се налази на надморској висини од 164 m.

## Прошлост
Аустријски царски ревизор Ерлер је 1774. године констатовао да се место Феритхаз налази у Сентмиклошком округу, Липовског дистрикта. Ту живе измешани Срби и Власи. Када је 1797. године пописан православни клир, у месту "Фирићхаз" је било два свештеника. Парох, поп Лазар Аврамовић (рукоп. 1773) и поп Сава Мишковић (1792) служили су се српским и румунским језиком.
Село је као спахилук држала српска племићка породица Којић. Трговац из Осијека, Јефта Којић купио је спахилук у месту за 64.000 форинти. Зет Јован Јурковић продао је свој сувласнички део августа 1784. године, Јефти. Алекса Којић је 1813. године на молбу митрополита Стефана Стратимировића приложио 500 ф. за карловачко "благодејаније" (интернат). Госпођа Сара Којић је често куповала српске књиге претплатом. Ефимија и Аба Којић "от Фирећхаза" су била пренумеранти 1829. године у Темишвару. Претплатници су били тада и супружници, Евлалија и Јован от Стојановић - који је био пуномоћник спахилука у месту. Петар Којић, унук Јефтин продао је спахилук 1844. године барону Георгу Сини.

## Становништво
Према подацима из 2002. године у насељу је живело 444 становника.

### Попис2002.
| Расподела становништва по националности 2002.‍ | Расподела становништва по националности 2002.‍ | Расподела становништва по националности 2002.‍ | Расподела становништва по националности 2002.‍ | Расподела становништва по националности 2002.‍ |
| --------------------------------------------- | --------------------------------------------- | --------------------------------------------- | --------------------------------------------- | --------------------------------------------- |
|                                               |                                               |                                               |                                               |                                               |
| Румуни                                        | Румуни                                        |                                               | 375                                           | 85,4%                                         |
| Мађари                                        | Мађари                                        |                                               | 64                                            | 14,6%                                         |